# Robinsonovi
Robinsonovi je americký animovaný film z roku 2007 od režiséra Stephena Andersona. Film měl v USA premiéru 23. března 2007.

## Děj
V tomto animovaném dobrodružství vytvoří skvělý vynálezce preteenů Lewis skener paměti, aby získal své nejranější vzpomínky a zjistil, proč ho jeho matka dala k adopci. Ale když darebný Bowler Hat Guy ukradne stroj, Lewis je připraven se vzdát svého pátrání, Pak se ale na scéně objeví záhadný Wilbur Robinson, který po Lewisovi chce, aby pomocí skeneru našel jeho matku.

## Obsazení
| Daniel Hansen / Jordan Fry | Lewis                    |
| Wesley Singerman           | Wilbur Robinson          |
| Angela Bassettová          | Mildred                  |
| Matthew Michael Josten     | Michael „Goob“ Yagoobian |
| John H. H. Ford            | M. Sidney Harrington     |
| Tom Kenny                  | M. Peter Willerstein     |
| Laurie Metcalf             | Lucille Krunklehorn      |